# 齐头绒属
齐头绒属（学名：Zippelia）是胡椒科下的一个属，为直立草本植物。该属仅有齐头绒（Zippelia begoniaefolia）一种，分布于亚洲热带地区。